# Літні Олімпійські ігри 1964
Лі́тні Олімпі́йські і́гри 1964 (яп. 1964年夏季オリンピック, 1964-Nen Kaki Orinpikku), офіційно Ігри XVIII Олімпіади (яп. 第18回オリンピック競技大会, Dai Jūhachi-kai Orinpikku Kyōgi Taikai) і відомий як Токіо 1964 (яп. 東京1964), або XVIII Лі́тні Олімпі́йські і́гри — міжнародне спортивне змагання, яке проходило під егідою Міжнародного олімпійського комітету в місті Токіо (Японія) з 10 по 24 жовтня 1964 року. Окрім Токіо, заявку на проведення ігор також подавали Брюссель, Детройт і Відень. Токіо вже було обране для організації Ігор у 1940 році, проте згодом вибір було змінено на користь міста Гельсінкі (Фінляндія) через японську інтервенцію в Китай. Врешті-решт, Ігри 1940 року взагалі було скасовано через початок Другої Світової війни. Літні Олімпійські ігри 1964 року — перші, які було проведено в Азії.
Завдяки бюджету у 26 мільйонів доларів організація Ігор була бездоганною. Спортивні споруди були майже ідеальними, включаючи прекрасний стадіон і величезний олімпійський басейн. Олімпійське селище теж було збудовано й обладнано на найсучаснішому рівні.

## Основні факти
- Олімпійський вогонь запалив Йосінорі Сакаі, національний університетський чемпіон на дистанції 400 метрів. Він народився в Хіросімі 6 серпня 1945 року, в день, коли на місто було скинуто атомну бомбу
- З 1960 року багато африканських країн здобули свою незалежність. Шістнадцять із цих країн були представлені на Олімпіаді. ФРН і НДР, як і на двох попередніх Олімпіадах, виступали об'єднаною командою. Південно-Африканську Республіку було не допущено до участі в Іграх через політику апартеїду.
- Дзюдо і волейбол були вперше представлені в програмі Олімпійських ігор. Обидва види спорту були дуже популярними. Японія здобула три золоті медалі з дзюдо, проте титул у відкритому класі відійшов до голландця Антона Гесінка.
- Гімнастка Лариса Латиніна (СРСР) здобула дві золоті, одну срібну і дві бронзових медалі. Таким чином, вона збільшила загальну кількість своїх олімпійських медалей до 18 (9 золотих, 5 срібних і 4 бронзових).
- Абебе Бікіла з Ефіопії став відомий як перший атлет, який успішно захистив свій титул у марафоні, і це менше, чим через 6 тижнів після того, як йому видалили апендикс.
- Жіноче п'ятиборство (легка атлетика) було вперше включено до Олімпійської програми.
- Угорський ватерполіст Дежьо Д'ярматі здобув свою п'яту медаль поспіль.
- Імре Поляк, зрештою, здобув золоту медаль у греко-римській боротьбі, після того, як на трьох попередніх Олімпіадах він займав друге місце.
- В змаганнях з легкої атлетики американцям знову не було рівних. Вони здобули перемогу в половині дистанцій (12 з 24). Вони здивували навіть на середніх дистанціях, де до цього не показували видатних результатів. Так, Біллі Міллс виграв забіг на дистанцію 10 000 метрів, у той час як фаворит, австралієць Рон Кларк, посів тільки третє місце.
- Новозеландець Пітер Снелл, ще нікому невідомий у 1960-му, виріс в одного з найбільш видатних атлетів свого часу. Він покращив світовий рекорд Роджера Мунса і здобув золоту олімпійську медаль на дистанції 800 м. З такою ж легкістю він виграв забіг на дистації 1500 метрів, здобувши подвійну перемогу.

## Види спорту, представлені на Олімпіаді-64
Під час цієї Олімпіади змагання проводилися у 21-й дисципліні у 19-ти видах спорту.

## Країни-учасники
Для участі в цих Олімпійських іграх зареєструвалися 94 країни. 16 з них дебютували на Олімпіаді. Це Алжир, Конго, Домініканська Республіка, Кот-д'Івуар, Лівія, Камерун, Мадагаскар, Малайзія, Малі, Монголія, Непал, Нігер, Північна Родезія, Сенегал, Чад і Танганьїка. Малайя (яка брала участь в Іграх 1956 та 1960 років) та Північний Борнео (1956) увійшли до складу новоствореної країни Малайзії. Спортсмени з Західної та Східної Німеччини виступали у складі єдиної команди. Лівійські спортсмени знялися зі змагань після церемонії відкриття, тож за олімпійські медалі загалом боролися 93 країни.
| - Австралія - Австрія - Алжир - Аргентина - Афганістан - Багамські Острови - Бельгія - Бермудські Острови - Бірма - Болгарія - Болівія - Бразилія - Венесуела - В'єтнам - Британська Гвіана - Велика Британія - Гана - Гонконг - Греція - Данія - Домініканська Республіка - Ефіопія - Ізраїль - Індія - Ірак - Іран - Ірландія - Ісландія - Іспанія - Італія - Камбоджа - Камерун - Канада - Кенія - Китайська Республіка - Колумбія - Конго - Південна Корея - Коста-Рика - Кот-д'Івуар - Куба - Ліберія - Ліван - Ліхтенштейн - Люксембург - Мадагаскар - Малайзія - Малі - Марокко - Мексика - Монако - Монголія - Непал - Нігер - Нігерія - Нідерланди - Нідерландські Антильські острови - Об'єднана німецька команда - Нова Зеландія - Норвегія - Об'єднана Арабська Республіка - Пакистан - Панама - Перу - Польща - Португалія - Пуерто-Рико - Північна Родезія - Родезія - Румунія - Сенегал - СРСР - США - Тайланд - Танзанія - Туніс - Туреччина - Уганда - Угорщина - Уругвай - Філіппіни - Фінляндія - Франція - Цейлон - Чад - Чехословаччина - Чилі - Швейцарія - Швеція - Югославія - Ямайка - Японія |

## Здобутки українських спортсменів
Українські спортсмени виступали на Олімпіаді в складі збірної СРСР. Олімпійськими чемпіонами стали:
- Поліна Астахова — спортивна гімнастика (командний залік, вправи на колоді)
- Леонід Жаботинський — важка атлетика (2-га важка вага)
- Григорій Крісс — фехтування (шпага)
- Лариса Латиніна — спортивна гімнастика (командний залік, абсолютна першість, вільні вправи)
- Галина Прозуменщикова — плавання (200 м брас)
- Андрій Хіміч — веслування на байдарках і каное (каное-двійка, 1000 м)
- Микола Чужиков — веслування на байдарках і каное (байдарка-четвірка) (1000 м)
- Борис Шахлін — спортивна гімнастика (перекладина)
- Чоловіча збірна СРСР з волейболу: Юрій Венгеровський, Станіслав Люгайло, Георгій Мондзолевський, Юрій Поярков, Едуард Сибіряков.

Срібні медалі виграла жіноча збірна СРСР з волейболу, в якій також були 3 спортсменки з Української РСР — Неллі Абрамова, Валентина Мишак, Людмила Гурєєва —, а також плавець Георгій Прокопенко на дистанції 100 метрів брасом.

## Медальний залік
Топ-10 неофіційного національного медального заліку:
| Місце | Країна          | Золото | Срібло | Бронза | Загалом |
| ----- | --------------- | ------ | ------ | ------ | ------- |
| 1     | США             | 36     | 26     | 28     | 90      |
| 2     | СРСР            | 30     | 31     | 35     | 96      |
| 3     | Японія          | 16     | 5      | 8      | 29      |
| 4     | Німеччина       | 10     | 22     | 18     | 50      |
| 5     | Італія          | 10     | 10     | 7      | 27      |
| 6     | Угорщина        | 10     | 7      | 5      | 22      |
| 7     | Польща          | 7      | 6      | 10     | 23      |
| 8     | Австралія       | 6      | 2      | 10     | 18      |
| 9     | Чехословаччина  | 5      | 6      | 3      | 14      |
| 10    | Велика Британія | 4      | 12     | 2      | 18      |